# 青春三重奏
《青春三重奏》是香港麗的電視在1981年2月首播的一部共10集的青春愛情電視劇集，由麥當雄監製，鍾保羅、莊靜而、蔡楓華共同主演，三人在當時來說都是年輕偶像。此劇是三人首次演出電視劇集，而由蔡楓華演唱的同名劇集主題曲亦是經典歌曲。
故事以兩位出身背景完全不同的好朋友竟同時愛上一個少女，但完全不知對方是彼此的第三者的愛情關係作為劇集主線。由於收視理想，本劇三位主角隨後又合作拍攝了姊妹作，麗的電視另一部經典青春愛情電視劇《I.Q.成熟時》。

## 劇情簡介
尹達之和阮文瀚雖是好朋友， 但二人身份卻有天淵之別。阿達出生小康之家，畢業後憑著家庭的支持，成為一位電台DJ，名利兼收。而阿文則出身貧寒，得兄長阮文祖供養才能完成學業。
文祖為一藝術天份甚高之音樂人，但可惜曲高和寡致生活經常足襟見肘。所以阿文雖對音樂有興趣，但生活重擔卻迫得他忙不過氣。
一有空閒總和阿達相聚，陶醉在音樂世界之中。但好景不常，當二人分別遇上美麗可愛的少女孫的兒後，他們都不自覺墮進情網中，而二人卻不知對方便是第三者，但當愛情日漸發展，在紙包不住火的情況下，二人牢不可破的友誼出現了裂縫……
的兒亦覺得二人各有各的好：阿文是一個溫文儒雅，內斂和很有才華的人，能讀書，能攝影，能彈能唱，成熟穩重；而阿達天性樂觀開朗，和他一起很開心。兩位摯友面對友情與愛情的抉擇，的兒亦因面臨抉擇很痛苦。

## 主要演員
- 莊靜而 飾 孫的兒
- 鍾保羅 飾 尹達之
- 蔡楓華 飾 阮文瀚
- 吳回 飾 孫伯
- 黎小田 飾 阮文祖
- 楊詩蒂 飾 杜本妮 (Bonnie)
- 張少媚 飾 阿驚
- 周詠儀 飾 Betty
- 冼金華 飾 Christine
- 吳桐 飾 尹父
- 朱承彩 飾 尹母
- 林司聰 飾 Amy (天真妹)
- 馬家駿 飾 細佬祥
- 李秉鏜 飾 區次偉
- 夏春秋 飾 張經理
- 麥當傑 飾 浸會書院學生
- 葉振棠 飾 歌星
- Joe Junior 飾 歌星

## 外部連結
- 百度百科-青春三重奏
- 蔡楓華 - 青春三重奏 (1981)

1. ↑  青春三重奏 （页面存档备份，存于）-魔鏡歌詞網